# Kulturpark Eisenstraße
Als Kulturpark Eisenstraße wurde die Region im Gebiet der niederösterreichischen Eisenwurzen im südlichen Teil des Mostviertels in den Jahren von 1996 bis 2014 bezeichnet. Heute präsentiert sich die Kulturregion unter dem Vereinsnamen Eisenstraße Niederösterreich – Verein zur Förderung von Regionalentwicklung, Tourismus und dem Kulturgut Mostviertel-Eisenwurzen. Im Jahr 1990 wurde der Verein unter dem Namen NÖ Eisenstraße zur Wahrung und Weiterentwicklung des montanistischen Erbes, der Förderung des regionalen Tourismus und der Beratungen in Förderungsfragen im Bereich LEADER in Ybbsitz gegründet.

## Geographie

Ötscher mit Purgstall an der Erlauf

Die Landschaft der Eisenstraße Niederösterreich ist geprägt von den Flüssen Ybbs (der Kleinen und der Großen Ybbs) und Erlauf (der Kleinen und Großen Erlauf), dem Alpenvorland mit den markanten Bergmassiven Ötscher, Dürrenstein, Hochkar und Voralpe. Die Region erstreckt sich auf 1.443 km2 südlich der Donau von Wieselburg bis zur Steirischen Grenze nach Göstling an der Ybbs und von Sonntagberg im Westen bis nach St. Anton an der Jeßnitz im Osten.
Der Kulturpark Eisenstraße weist drei Landschaftstypen auf: den eher flachen Alpennordrand rund um Wieselburg, die Flyschzone mit deren Rücken und Kuppen zwischen Waidhofen/Ybbs und Scheibbs und die nördlichen Kalkalpen im Süden der Region.

## Bevölkerung
Zwei wesentliche Merkmale bzw. Trends sind im Bereich der Bevölkerungsentwicklung vorrangig: Dies ist einerseits ein Nord-Süd-Gefälle der Siedlungsdichte, welches sich über die gesamte Region zieht. Des Weiteren ist besonders im dünner besiedelten Süden ein starker Rücklauf der Bevölkerungsentwicklung bemerkbar. Im Norden der Region wird ein kontinuierliches Bevölkerungswachstum von 0 bis 40 % verzeichnet, im Süden hingegen ein Rückgang von 0 bis 40 % der Bevölkerung. Das regionale Bevölkerungswachstum liegt im Durchschnitt bei 0,39 %.

## Geschichte
Der geschichtliche Teil gliedert sich in die Geschichte der Region und die Geschichte des Vereins Eisenstraße Niederösterreich.

### Geschichte der Region

Schmied aus Ybbsitz (Anfang 20. Jhdt.)

Aufgrund einer kontinuierlichen Nutzung des Bergbaues im frühen Mittelalter – die erste Expansionsphase erfolgte im 12. Jahrhundert – war die Eisenstraße um 1550 die wichtigste eisenproduzierende Landschaft Europas. Ende des 15. und Anfang des 16. Jahrhunderts hatte die Eisenerzeugung europäische Ausmaße angenommen und war zu einer der einträglichsten Einnahmequellen der Landesfürsten geworden. So kam es schließlich 1625 zur Gründung der Innerberger Hauptgewerkschaft, die als frühkapitalistischer Montankonzern 30 bis 40 Prozent der österreichischen Eisenproduktion unter ihrer Kontrolle hatten.
In der gesamten Eisenwurzen waren die Eisenverarbeitung, aber auch die Proviantversorgung in ein staatliches Widmungssystem einbezogen und normiert. Im heutigen Kulturpark Eisenstraße waren davon in erster Linie die Flusstäler von Ybbs und Erlauf betroffen. Der Tätigkeitsschwerpunkt in der Eisenverarbeitung lag im Ybbstal beim Zerrennen des minderwertigen Roheisens (Graglach, Hert oder Waschwerk genannt) in den größeren, sogenannten Zerrennhämmern sowie auf der Eisenproduktion in den vielen kleineren Hammerwerken, während die Dreimärktestraße im Erlauftal (Gresten – Scheibbs – Purgstall) sich auf den Handel mit Lebensmitteln aus dem nördlichen Mostviertel (rund um Wieselburg und Neumarkt an der Ybbs) spezialisiert hatte.
Durch den weitreichenden Handel, vor allem entlang der Donau nach Süddeutschland, Ungarn, in den Balkan aber auch bis nach Asien, kamen Wohlstand, Luxus und Glanz in die Eisenstraße. Noch heute prägen in der gesamten Eisenwurzen reich verzierte Bürgerhäuser, imposante Hammerherrenhäuser der sogenannten Schwarzen Grafen, noch bestehende Schmieden, Säge-, Schleif- und Getreidemühlen, ehemalige Proviantlagerstätten sowie historische Einzelschmiedearbeiten, wie z. B.: Torgitter.
- Die napoleonischen Kriege Anfang des 19. Jahrhunderts bewirkten durch ihre Kontinentalsperre eine Abschottung der Region, die dadurch von technischen Neuerungen und Kontakten zu möglichen Märkten in der Neuen Welt nicht mehr erreicht wurde. An der Eisenwurzen ist die die technische Entwicklung somit Großteils vorüber gegangen ohne Spuren zu hinterlassen. Mit der modernen, hoch technisierten industriellen Produktion konnten die klein strukturierten Schmiedeproduktionsstätten nicht mehr konkurrieren. Dazu kam die mangelnde Infrastruktur in der Region. Produktionsstätten entlang der Hauptverkehrsverbindungen (Donau) wurden immer mehr bevorzugt und die handwerklichen Betriebe in der Eisenwurzen kamen mit der Zeit zum Erliegen.[6]

Durch den Anschluss an die Kaiserin Elisabeth-Bahn mittels der 1877 eröffneten Erlauftalbahn und nach der vollständigen Errichtung der Ybbstalbahn 1898 von Waidhofen/Ybbs nach Lunz am See wurde die Region Ende des 19. Jahrhunderts einem neuen Wirtschaftszweig zugänglich gemacht: dem Tourismus. (Hinweis: die Ybbstalbahn wurde 2010 eingestellt und auf Teilabschnitten als Museumsbahn wie dem Ötscherland-Express geführt) Bis zum Ersten Weltkrieg florierte die beliebte Sommerfrische und konnte somit die Einkommensausfälle aus dem Niedergang der Kleineisenindustrie zum Großteil kompensieren. In der Zwischenkriegszeit war auch die Eisenwurzen von der hinlänglich hohen Arbeitslosigkeit und enormen Geldentwertung geprägt. Im Zweiten Weltkrieg erlebte die Region mit der Produktion von Gebrauchsgegenständen in den kleineren, eisenverarbeitenden Betriebsstätten einen kurzfristigen Aufschwung. Langfristig brachte aber erst der Wirtschaftsaufschwung in der Nachkriegszeit wieder Stabilität und Aufschwung in die Region Kulturpark Eisenstraße.

### Geschichte des Vereins

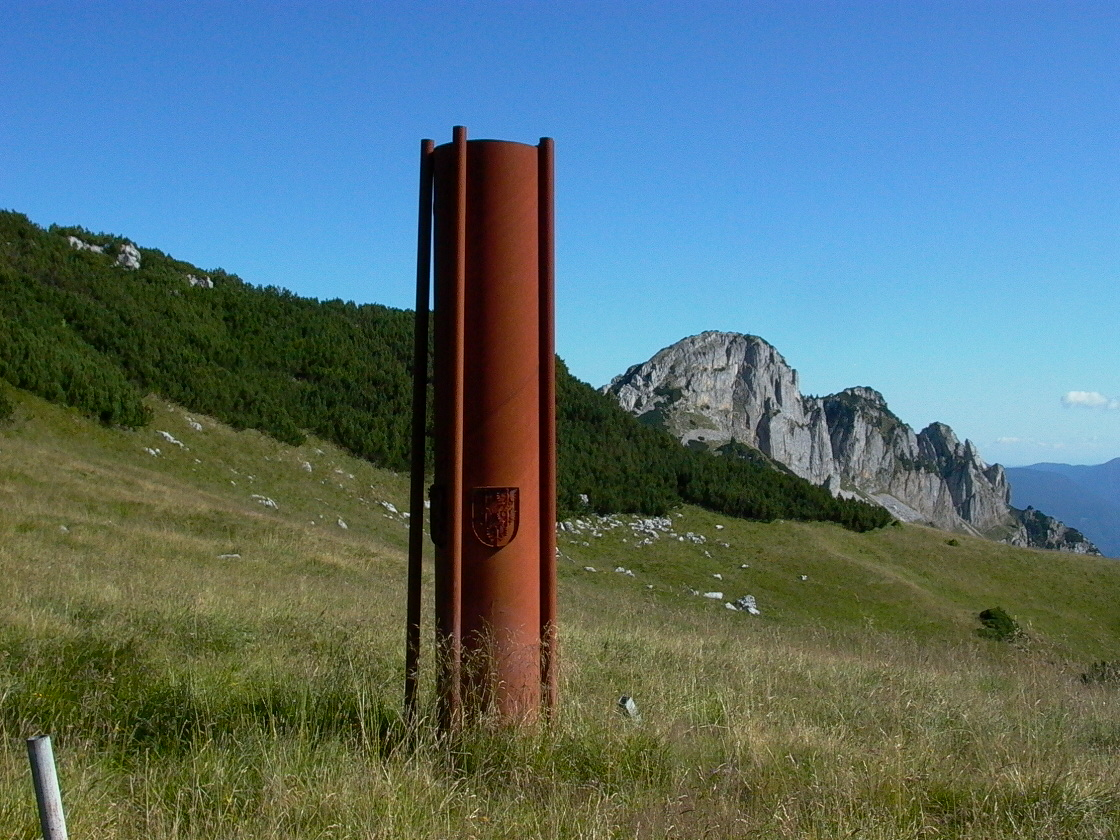
Die Dreiklangskulptur steht für den Zusammenschluss der Österreichischen Eisenstraße.

1990 gründete eine Gruppe von Idealisten und historisch interessierten Persönlichkeiten den Verein „NÖ Eisenstraße – Interessensgemeinschaft zur Förderung montanhistorischen Kulturgutes“ mit der Idee, das vielfältige Kulturgut in der Eisenwurzen zu bewahren und auch weiterzuentwickeln. Lehrer-, Schmiede-, Museums- und Wirtetreffen fanden regelmäßig in Mitgliedsgemeinden mit dem Beweggrund zu bewahren, zu revitalisieren, das Wissen zu vernetzen und weiterzugeben, statt.
1996 wurde die Region durch das Land Niederösterreich, als eine von Dreien in ganz Niederösterreich, mit dem Titel Kulturpark auszeichnet. Im gleichen Jahr ermöglichte die Anerkennung zur LEADER II Region, und somit der Zugang zu EU-Fördermittel, eine weitreichende Finanzierung der vielen, geplanten Revitalisierungsprojekte und die Errichtung von Themenwegen in der Region. Durch den Zusammenschluss des Vereins Niederösterreichische Eisenstraße mit dem Tourismusverband Ötscherland im Jahr 2000 wurde der Verein nicht nur zum größten Gesellschafter in der Mostviertel Tourismus GmbH, welche sich um die touristische Vermarktung des gesamten Mostviertels bemüht, sondern änderte auch den Vereinsnamen auf Kulturpark Eisenstraße-Ötscherland – Verband zur Förderung von Tourismus und dem Kulturgut Mostviertel-Eisenwurzen.
Im Beisein aller drei Landeshauptleute wurde schließlich 2001 die ARGE Österreichische Eisenstraße gemeinsam mit den Partnern Oberösterreichische Eisenstraße und Steirische Eisenstraße, mit dem Ziel den Erhalt des montanhistorischen Erbes auch in Zukunft gewährleisten zu können, gegründet. Die Österreichische Eisenstraße setzt Jahr für Jahr Initiativen, wie dem gegenseitigen Kulturaustausch bei Treffen und Festen, die gemeinsame Wanderung auf die Voralpe zur Dreiklangskulptur im Dreiländereck Niederösterreich, Oberösterreich, Steiermark und einen monatlichen Newsletter mit schwerpunktmäßigen Inhalten zu Projekten, Festen, Persönlichkeiten und Büchertipps in der gesamten Region Eisenwurzen.
Nach erfolgreicher LEADER II Periode, setzte der Verein auch von 2000 bis 2006 bei LEADER + weitere Regionalförderungsprojekte in den Bereichen Landwirtschaft und Gewerbe, Regionales Wissen, Metallgestaltung, Freizeitwirtschaft und Naturpark um. Auch für die aktuelle Förderperiode LEADER 07–13 konnte sich der Kulturpark Eisenstraße-Ötscherland erfolgreich als LEADER-Managementstelle der Region bewerben. Durch die Aufarbeitung einer umfassenden „Ländlichen Entwicklungsstrategie“ wurden die Weichen für eine langfristige, zielführende Regionalentwicklung gelegt. Vor allem in den fünf Schwerpunktthemen kulinarische Genussregion, spürbare Tourismusregion, energieautarke Region, lehrende und lernende Region sowie Region mit Geschichte und Zukunft unterstützt der Verein Interessierte in der Umsetzung von Regionalentwicklungsprojekten.
Um die touristische Vermarktung effizienter zu gestalten, wurde 2005 das operative Marketing an die Mostviertel Tourismus GmbH übergeben. Seit diesem Zeitpunkt bewirbt diese neben den weiteren Subregionen Moststraße, Pielachtal und Traisental die Eisenstraße Niederösterreich auf regionaler aber vor allem auf nationaler und internationaler Ebene.
Mit der Vollversammlung des Vereins wurde im Jahr 2014 eine neuerliche Namensänderung beschlossen. Seither lautet der vollständige Vereinsname „Eisenstraße Niederösterreich – Verein zur Förderung von Regionalentwicklung, Tourismus und dem Kulturgut Mostviertel-Eisenwurzen“ (ZVR-Zahl 492441086).
Der Verein Eisenstraße Niederösterreich hat seit seiner Gründung viele Projekte betreut. Als DAS Vorzeigeprojekt der Region kann das Oral History Projekt Dokumentation Eisenstraße (als Schatzsuche Eisenstraße werbewirksam betitelt) genannt werden. 2004 wurde dem Verein hierfür die besondere Anerkennung, der Meilenstein – Dr. Erwin Pröll-Zukunftspreis, verliehen. Ein Jahr später folgte dann vom Land Niederösterreich der Wissenschafts-Anerkennungspreis für besondere Leistungen auf dem Gebiet der Zeitgeschichte. 2008 erreichte der Kulturpark Eisenstraße schließlich zum Thema Tourismus und immaterielles Kulturerbe österreichweit den hervorragenden zweiten Platz beim European Destinations of Excellence (EDEN) – ein Tourismus-Award der Europäischen Union.
Heute entwickelt die Eisenstraße Niederösterreich, basierend auf dem montanhistorischen, kulturellen Erbe, dem reichhaltigen Wissen der hier lebenden Menschen und der reizvollen Naturlandschaft eine Vielzahl an regionalauthentischen Projekten. Für Besucher, aber vor allem auch für die Eisenstraßler selbst, soll die vitale Landschaft und die aus ihr abgeleitete gesellige Lebensform langfristig erhalten und neue Potentiale in der Regionalentwicklung gemeinsam ergründet und nachhaltig genutzt werden. Diesem Nachhaltigkeitsgedanken folgend bemüht sich die Eisenwurzen als Gesamtheit aus Niederösterreicher, Oberösterreicher und der Steierischen Eisenstraße um Anerkennung als UNESCO-Natur- und Weltkulturerbe.

## Mitgliedsgemeinden
Aktuell sind 24 Gemeinden aus den Bezirken Amstetten, Scheibbs und Melk sowie die Statutarstadt Waidhofen an der Ybbs Mitglieder im Verein Eisenstraße Niederösterreich (bis 2014: Kulturpark Eisenstraße-Ötscherland). Gemeinsam tragen sie den Gedanken der Eisenstraße Niederösterreich im Alltag und schaffen miteinander Projekte zur Weiterentwicklung der Region.
| - Bergland - Gaming - Gresten - Gresten-Land - Göstling an der Ybbs - Hollenstein an der Ybbs | - Lunz am See - Neumarkt an der Ybbs - Opponitz - Petzenkirchen - Purgstall an der Erlauf - Randegg | - Reinsberg - Scheibbs - Sonntagberg - Sankt Anton an der Jeßnitz - Sankt Georgen am Reith - Steinakirchen am Forst | - Waidhofen an der Ybbs - Wang - Wieselburg - Wieselburg-Land - Wolfpassing - Ybbsitz |

## Wirtschaft
Die drei wichtigsten Wirtschaftszweige im Kulturpark Eisenstraße betreffen die Produktion und das Gewerbe, die Land- und Forstwirtschaft sowie den Tourismus.

### Produktion und Gewerbe
Neben der Tourismuswirtschaft beherbergt die Region wichtige industrielle Arbeitgeber – allen voran die Bau-, Holz- und Metallindustrie. Aus so manchen kleinen Hammerwerksbetrieben entstanden durch Innovationskraft und Modernisierungswille Betriebe von Weltruf. Zu wichtigen Arbeitgebern der Region zählen Bene (Holz), Böhler-Uddeholm (Stahl), Busatis (Stahl), Forster (Verkehrstechnik, -zeichen), IFE (Einstiegssysteme), Miller Messer (Stahl), Mosser (Holz), Riess (Stahl), Welser (Stahl), Wittur (Aufzugskomponenten), Worthington (Gasflaschen) und ZKW (ZIZALA Lichtsysteme). Die Industriestandorte sind vor allem in den Orten Gresten, Kienberg-Gaming, Purgstall an der Erlauf, Scheibbs, Sonntagberg, Waidhofen/Ybbs, Wieselburg und Ybbsitz zu finden. Mit Anbindung an die Autobahn A1, als Ausbildungs-, Messe- und Braustadt hat auch Wieselburg eine bedeutende Stellung in der regionalen Wirtschaft. Aber nicht nur die industriellen Großbetriebe, sondern vor allem die regionalen Handwerks-, Klein- und Mittelbetriebe stellen das zentrale Rückgrat der Wirtschaft im Kulturpark Eisenstraße dar.

### Land- und Forstwirtschaft
Generell zeigt sich, dass die Agrarquote nach Süden hin steigt (Berglagen mit Grün- und Waldwirtschaft), doch durch die Ausnutzung des Standortvorteils in den Flachlagen (Gemüsebau, Ackerflächen) gibt es auch im Norden einzelne Gemeinden mit einer hohen Agrarquote. Dem allgemeinen Trend entsprechend sinkt jedoch auch im Kulturpark Eisenstraße die Anzahl der landwirtschaftlichen Betriebe zugunsten größerer Bewirtschaftungsflächen. Dem entgegenzusetzen ist die vor allem im Süden der Region vorzufindende herausragend hohe Dichte an biologischen Betrieben von 20 bis 40 % aller landwirtschaftlicher Betriebe. Die biologische Wirtschaftsweise stellt hier eine gute Möglichkeit dar die klimatischen und topografischen Standortnachteile in den alpinen Lagen auszugleichen. Entsprechend hoch ist auch das landwirtschaftliche Innovationspotenzial zur Entwicklung alternativer Erwerbsquellen in der Direktvermarktung.

### Tourismus

Sommerfrische in den Nachkriegsjahren.

Bereits zur Belle Époque entdeckten bekannte Persönlichkeiten wie Guido Ritter von Alth, Franz und Rudolf Alt, Anton Bruckner, Marie von Ebner-Eschenbach, Ludwig Halauska, Oskar Kokoschka, Rosa Papier, Eduard Pult, Ferdinand von Saar, Arthur Schnitzler, Arnold Schönberg, Leo Slezak, Karl Streitman, Jakob Wassermann, Josef Weinheber oder auch Hugo Wolf die Region für sich und ließen sich von ihr künstlerisch inspirieren und lösten so die ersten Wellen der Sommerfrische aus. Einen neuen Aufschwung erlebte diese in den Nachkriegsjahren, als viele Wienerinnen und Wiener und auch nationale Politiker wie Leopold Figl, Hertha Firnberg, Peter Jankowitsch, Theodor Körner oder Polizeipräsident Josef Holaubek in der Region ihren Urlaub verbrachten. Nach den 1970er Jahren hat sich der Tourismus vermehrt auf die Gemeinden mit Winterskigebieten und Wandermöglichkeiten fokussiert.
Heute zählt der Kulturpark Eisenstraße mit seinen Wintersportzentren Lackenhof am Ötscher und Hochkar – sicherlich verstärkt durch die Erfolge der Göstlinger Wintersportler Andreas Buder, Johannes Dürr, Thomas Sykora oder Kathrin Zettel – zu den meistbesuchten Regionen Niederösterreichs. Aber auch der sanfte, nachhaltige Tourismus wird ganzjährig immer stärker forciert.
Touristisch positioniert sich der Kulturpark Eisenstraße als die Region der 5 Elemente. Holz, Feuer, Metall, Erde und Wasser prägten die Geschichte und prägen nun den Charakter der Region. Die Elemente verbinden den milden Norden mit dem wild-romantischen südlichen Teil auf idealer Weise und lassen so die Region zu einem Ganzen werden.
Die 5 Elemente stehen daher im Mittelpunkt vieler Ausflugsziele, Museen und Veranstaltungen im Kulturpark Eisenstraße. Holz, das aus den engen Tälern von Holzarbeitern mittels Wasser heraus getriftet wurde um als Bau- und Werkstoff sowie als Heizmaterial in Form von Kohle zur Verfügung zu stehen. Das Feuer in den Essen erhitzte das Metall, das die Schmiede zu kunstvollen Gebrauchsgegenständen und notwendigen Werkzeugen formten. Dank der fruchtbaren Erde im sanft-hügeligen, milden Teil des Kulturpark Eisenstraße war für reichlich Nahrung und Proviant zur Versorgung der metallverarbeitenden Orten im alpinen Süden gesorgt.
Der Kulturpark Eisenstraße ist heute ein Freizeitland mit zahlreichen Ausflugszielen. Insgesamt 19 Themenwanderwege, die regionales Wissen anschaulich vermitteln, stehen dem Besucher vom Stadterlebnisweg Scheibbs bis zur Ybbsitzer Schmiedemeile zur Auswahl. In 18 regionalen Museen und Sammlungen (von der Burgarena Reinsberg bis zum Hammerherrenmuseum im Amonhaus) oder auch in den für Besucher zugänglichen Hammern wird regionale Geschichte erlebbar und die Magie des Schmiedens spürbar gemacht.

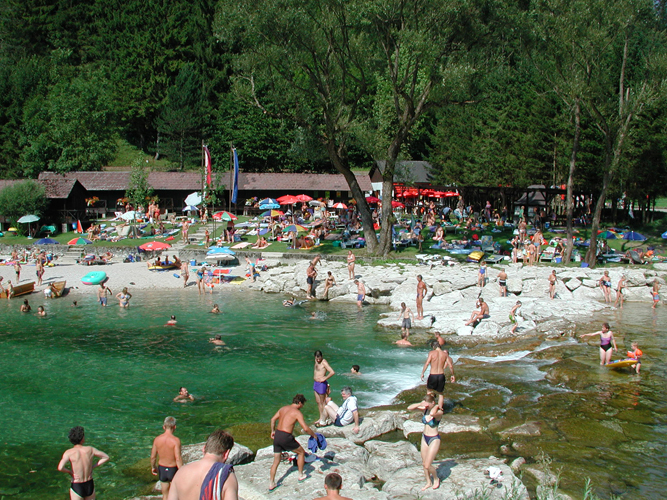
Baden im historischen, neu renovierten Strandbad Hollenstein.

Für Familien mit Kindern sind Badeerlebnisse im Naturbad Allhartsberg, im Strandbad Hollenstein/Ybbs, am Lunzer See, im Scheibbser Erlebnisbad, im Waidhofner Stadtbad und ab 2010 im Solebad Göstling/Ybbs garantiert. Sportlich Ambitionierte fahren entlang des Ötscherlandradwegs, Ybbstalradwegs, Meridianradwegs oder genießen die unzähligen Mountainbikestrecken in der Region.
Lunz am See gehört seit 2009 den, vom Österreichischen Alpenverein konzipierten, „Bergsteigerdörfern“ an. Im Vordergrund stehen das Erreichen von anspruchsvollen Tourenzielen aus eigener Kraft und das bewusste, ganzheitliche Naturerlebnis. Die prachtvolle Natur- und Kulturlandschaft kann auch bei Führungen im Wildnisgebiet Dürrenstein, auf Wanderwegen im Hochmoor Leckermoos in Göstling/Ybbs sowie auf diversen Wegen in den drei Naturparks bewundert werden. Der wildromantische Grand Canyon Österreichs im Naturpark Ötscher-Tormäuer (Zugang über Gaming, Lackenhof am Ötscher oder St. Anton an der Jeßnitz), der größte Naturpark Niederösterreichische Eisenwurzen in Hollenstein/Ybbs und der stadtnahe Naturpark Buchenberg in Waidhofen/Ybbs sorgen für Erholung, Erlebnis und Freizeitspaß im Kulturpark Eisenstraße.
Bahnliebhaber wiederum steigen ein in den Ötscherland-Express und genießen die Fahrt über die einzigartigen Trestleworkbrücken. Als die längste Bahn der Region gilt die Mariazellerbahn, als die gemütlichste die Ybbstalbahn (seit 2010 eingestellt und läuft nun unter dem Namen "Ötscherland-Express"), die auch liebevoll der Schofkasexpress genannt wird oder in die Erlauftalbahn.
Für Gäste gibt es eine Vielzahl von Kirchen und sakralen Bauten zu besichtigen. Als Pilger- und Wallfahrtsort gilt neben Maria Seesal vor allem die weithin sichtbare, barocke Basilika Sonntagberg. Ebenso darf ein Besuch in der Kartause Gaming mit seiner eigenen Bierbrauerei nicht fehlen. Auch das Ottonische Oktogon in Wieselburg, die Pfarrkirche in Purgstall an der Erlauf, die Stadtpfarrkirchen in Scheibbs und Waidhofen an der Ybbs sowie die Pfarrkirche in Steinakirchen am Forst gelten als architektonisch interessante Ausflugsziele.
Für die kulinarische Abwechslung sorgen die Eisenstraße-Wirte, Mostheurige und Wirtshäuser der Region. Genuss auf höchster Ebene erlebt der Besucher schließlich am Panoramahöhenweg, ein Rundweg mit rund 20 km Länge und 26 Mitgliedsbetrieben, die den Gast mit regionalen Schmankerl verwöhnen.

## Kultur
Das zentrale Thema im Kulturpark Eisenstraße ist die Montanhistorie. Alte Hammerherrenhäuser, authentische Schmieden und künstlerische Metallobjekte im öffentlichen Raum ziehen eine wahre Metallspur durch die Region. Als markante Stationen entlang dieses eisernen Weges fungieren die Eisenstraße-Hörsessel. Als innovative Sitzgelegenheiten, auf Plätzen des öffentlichen Lebens oder in landschaftlicher Schönheit aufgestellt, machen sie Zeitzeugenberichte der Region für jene hörbar, welche in ihnen Platz nehmen. Zu den Kulturschätzen zählen auch die alten Bauernhöfe und vielen Museen in der Region. 18 Kulturkleinodien führen in die Zeit von einst und widerspiegeln die bedeutenden, kulturellen Schätze der Region.

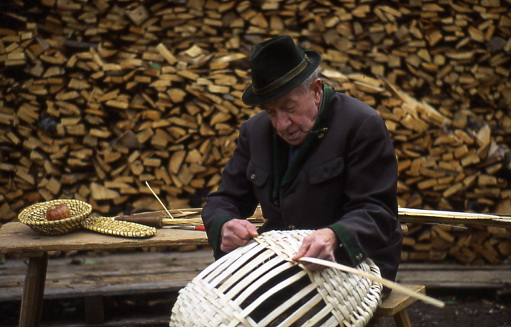
Ein Korbflechter bei der Arbeit, hier mit einem Eschenholz.

In der Region Kulturpark Eisenstraße ist Handwerk und Brauchtum noch stark verankert. Neben den regionstypischen und -prägenden Schmieden sind weitere Handwerksberufe wie Fassbinder, Drechsler, Korbflechter und Holzschnitzer noch häufig zu finden.
Der Jahresrhythmus der Eisenstraßler im Ybbs- und Erlauftal ist weiterhin stark vom regionalen Brauchtum geprägt: vom Sternsingen im Jänner angefangen, über das Josefifest am Panoramahöhenweg im März, dem Setzen und anschließenden Stehlen des Maibaums und die kirchlichen Maiandachten im Mai, dem Blasiussegen am Aschermittwoch, den Palmprozessionen mit den regionstypischen, bunten Palmbuschen am Palmsonntag, der Speisenweihe des Weihfleisches zu Ostern, über die Fronleichnamsprozessionen mit den Monstranzen und Hausaltären bis hin zu den weit hin leuchtenden Sonnwendfeiern im Juni, dem Erntedankfest mit der geschmückten Erntekrone im Herbst und den Krampusfeiern zu Jahresende. Zu den religiösen Festivitäten wird die Tracht, speziell das Dirndl und die Goldhaube, noch verstärkt getragen.
Die landschaftliche Vielfalt findet sich auf den heimischen Tischen und in den Gasthäusern der Region wieder. Der „Mostviertler Schofkas“ (Schafmischkäse) und die „Ybbstal Forelle“ sind seit kurzem sogar die Träger von zwei Genussregionen in der Region. Typisch für die Region neben den Bauernkrapfen sind auch die resch spritzigen Möste sowie die klaren Schnäpse von Zwetschke, Kirsche, Apfel oder Birne.
Bedeutende kulturelle Veranstaltungen sind die Jazzwoche in Scheibbs und die Wellenklänge auf der Lunzer Seebühne alljährlich im Juli, das Internationale Chopin-Festival in der Kartause Gaming und die Sommeroper auf der Burgarena Reinsberg im August sowie das alle zwei Jahre stattfindende Ferraculum im Schmiedezentrum Ybbsitz.